# Senné
Senné es un municipio del distrito de Veľký Krtíš en la región de Banská Bystrica, Eslovaquia, con una población estimada a final del año 2024 de 194 habitantes.
Se encuentra ubicado al suroeste de la región, en la cuenca hidrográfica del río Ipoly —un afluente izquierdo del Danubio— y cerca de la frontera con la región de Nitra y con Hungría.

## Demografía
| Año        | 1994 | 2004    | 2014    | 2024     |
| ---------- | ---- | ------- | ------- | -------- |
| Población  | 240  | 231     | 229     | 194      |
| Diferencia |      | −3,75 % | −0,86 % | −15,28 % |

| Año        | 2023 | 2024    |
| ---------- | ---- | ------- |
| Población  | 190  | 194     |
| Diferencia |      | +2,10 % |